# إيريك بروبست
إيريك بروبست (بالألمانية: Erich Probst)‏ (مواليد 5 ديسمبر 1927 - الوفاة 16 مارس 1988) كان لاعب كرة قدم نمساوي كان يلعب كمهاجم. سبق له أن لعب في كأس العالم لكرة القدم مع منتخب بلاده.

## المسيرة الاحترافية

### أندية لعب لها
- أدميرا فاكر مودلينغ
- فيرست فيينا
- نادي رابيد فيينا
- نادي زيورخ
- فيرست فيينا

## روابط خارجية
- إيريك بروبست على موقع الاتحاد الدولي (مؤرشف)  (الإنجليزية)
- إيريك بروبست على موقع الاتحاد الأوربي (الإنجليزية)
- إيريك بروبست على موقع قاعدة بيانات كرة القدم.إي يو (الإنجليزية)
- إيريك بروبست على موقع ناشيونال فوتبول تيمز (الإنجليزية)
- إيريك بروبست على موقع Soccerway.com (الإنجليزية)
- إيريك بروبست على موقع عالم كرة القدم.نت (الإنجليزية)